# Armleder (Nutzfahrzeughersteller)

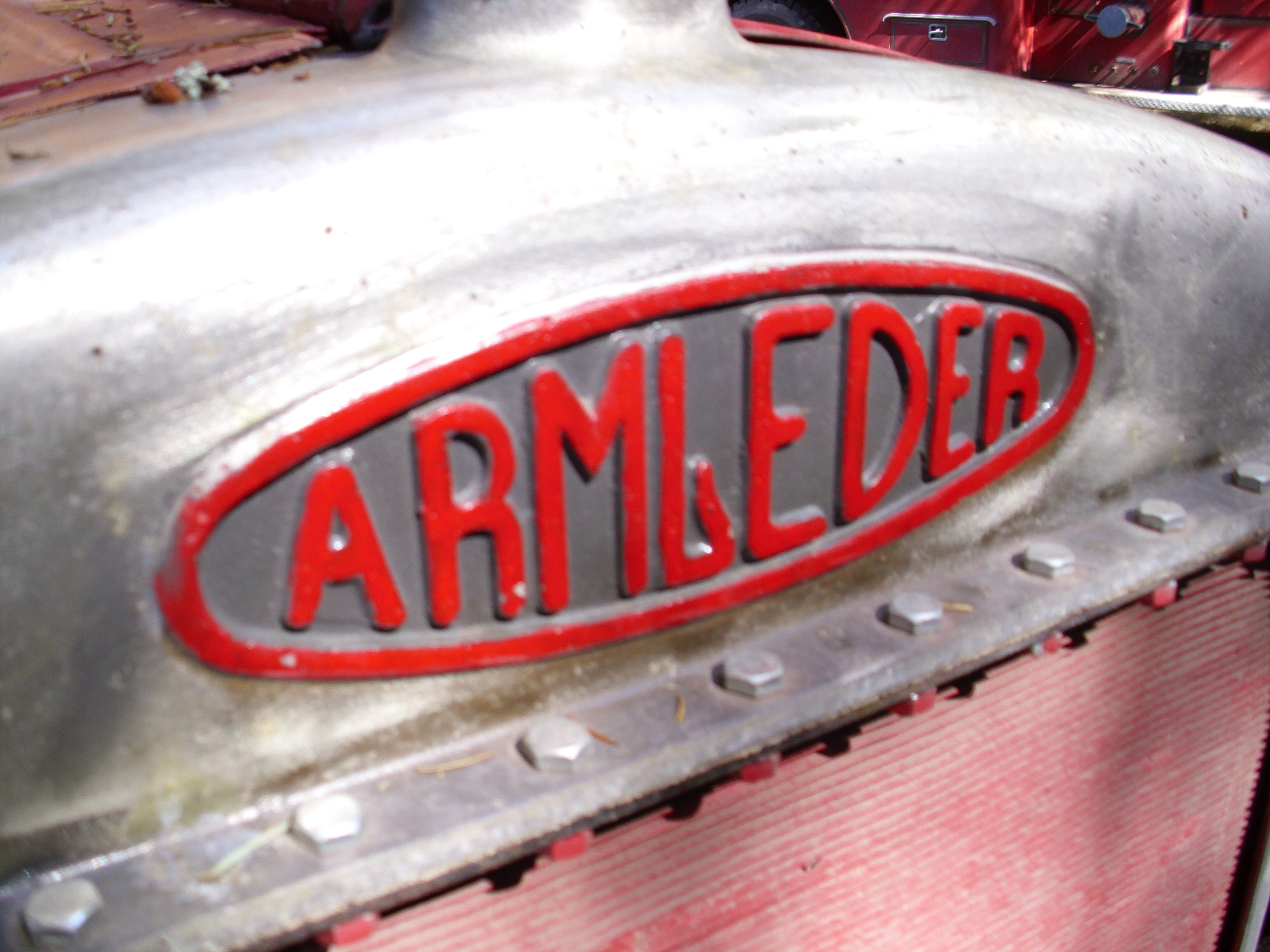
Schriftzug

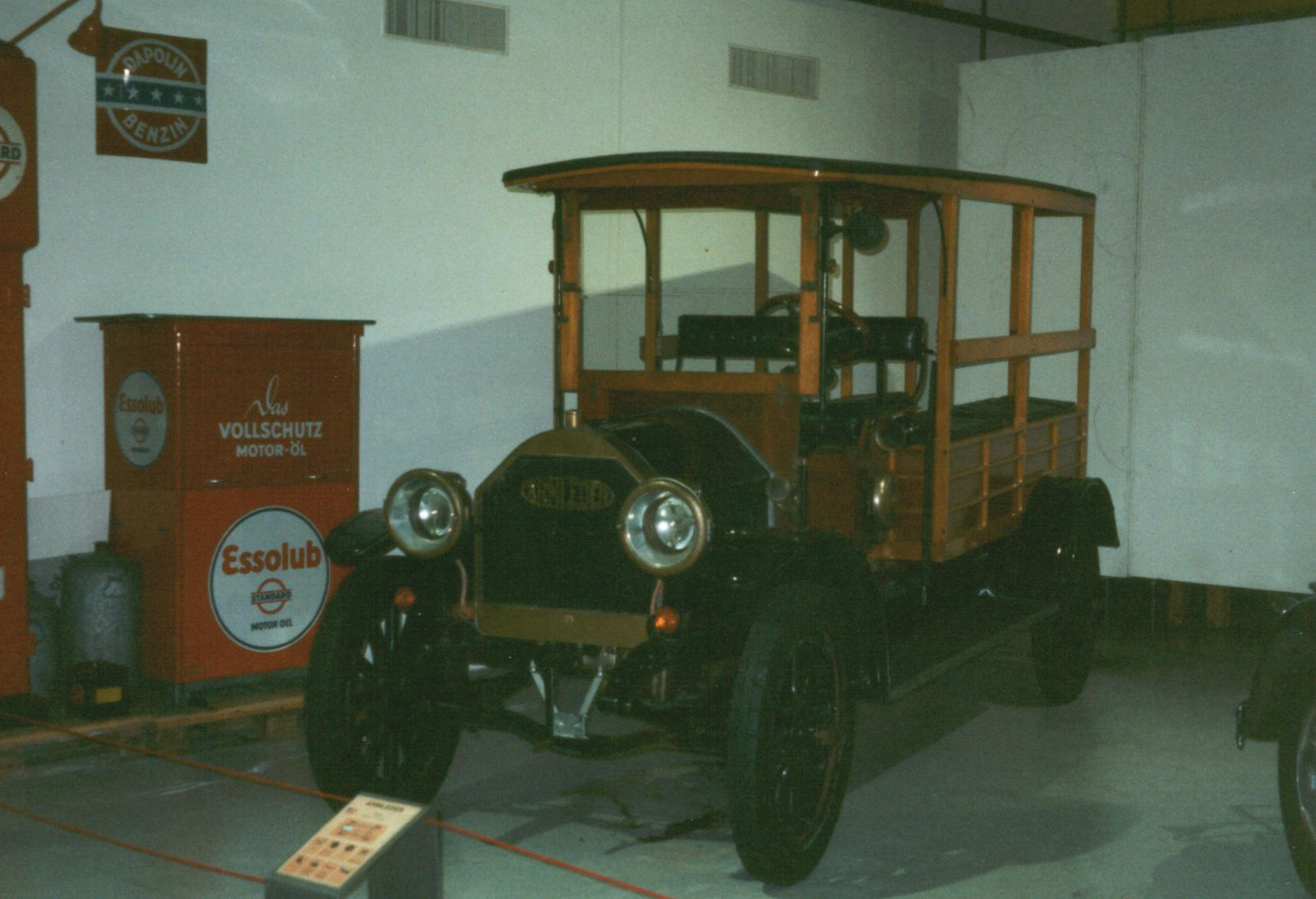
Armleder Hotelbus von 1914

Das Unternehmen wurde als O. Armleder & Company, Carriage and Wagon Manufacturers um 1882 in Cincinnati (Ohio) gegründet.

## Geschichte
Otto Armleder (15. Oktober 1862–1935) war der Sohn von Hans („John“) Armeder (1827–1872) und Maria geb. Geiser (1830–1894), die in den 1850er Jahren aus Deutschland eingewandert waren. Otto erhielt eine Handelsausbildung und begann eine Müllerlehre, die er nach einem halben Jahr abbrach. Darauf gründete er, erst 17 Jahre alt, mit der Cincinnati Beer Bottling Company einen erfolgreichen Abfüllbetrieb.
Mit 20 Jahren gründete er O. Armleder & Co. die ihr erstes Domizil an der Longworth Street hatte. Mit 20 Angestellten führte er den Betrieb so erfolgreich, dass er kurz darauf größere Räumlichkeiten suchen musste. Er fand sie in einem sechsstöckigen Gebäude in der gleichen Straße, das später zwei zusätzliche Etagen erhielt. Seine Unternehmen, zu dem mittlerweile auch ein Müllereibetrieb an der Kreuzung Carr und 7th Street sowie weitere Anlagen an der Hunt Street gehörten, fasste er 1904 in einem Komplex von über 11.600 m² (125.000 sq. ft.) an der 12th Street und Plum Street in Over-the-Rhine, einem Stadtviertel in Cincinnati mit überwiegend deutschstämmiger Bevölkerung zusammen. Cincinnati war zu dieser Zeit fast zur Hälfte von Deutschamerikanern bewohnt.
Kurz darauf konzentrierte sich Armleder mit 260 Angestellten auf den Bau von Fuhrwerken und insbesondere für Brauereien. Bis 1917 war das Unternehmen ein regionaler Anbieter mit einem Kundenkreis, der sich auf einen Radius vom 100 Meilen um Cincinnati beschränkte, Otto Armleder aber war eine in den ganzen USA bekannte Persönlichkeit. 1889 hatte er in Cincinnati Katherine Manss geheiratet. Der Freimaurer Armleder galt als sozial eingestellt und gesellschaftlich engagiert, vor allem in Fragen, die seine Heimatstadt betrafen.
Es ist unklar, ob die je nach Quelle 1909, 1910 oder 1912 eingerichtete Armleder Truck Company eine Neuorganisation des bestehenden Unternehmens war oder eine Neugründung. Möglicherweise zog das Unternehmen erst jetzt auf dem Armleder-Areal zwischen 12th Street und Plum Street ein. Nach einer Einzelquelle verkaufte er das Unternehmen 1922; üblicherweise wird 1927 als Datum genannt für die Übernahme durch die ebenfalls in Cincinnati ansässige LeBlond-Schacht Truck Company. Als Armleder Motor Truck Company firmierte das Unternehmen noch bis 1928. Technisch erfolgte eine Angleichung an Schacht-Lkw mit Motoren von Wisconsin. Schacht war in ähnlichen Marktsegmenten tätig. Es gelang aber nicht, beiden Marken ein eigenständiges Profil zu geben. sodass es bis zur Einstellung der Marke Armleder 1936 immer wieder zu Überschneidungen kam. Nach einer Quelle liefen die Fahrzeuge von der Übernahme bis zum Ende der Produktion unter dem Markennamen Schacht.

## Produktion
Das Unternehmen war ein typischer Assembler, d. h., es stellte wie die meisten Betriebe seiner Größe die Fahrzeuge aus auf dem Markt zugekauften Komponenten zusammen. Angeboten wurden zunächst Lastwagen mit ¾ bis 3 tn. sh. Nutzlast, die hauptsächlich von Bierbrauereien in der Region gekauft wurden. Es folgten ein Transporter mit 1 tn Nutzlast und die Modelle H.W. und K.W. mit 2 resp. 3½ tn. sh. Nutzlast. Beide waren als Lkw oder Zugmaschine lieferbar und erhielten selber hergestellte Halbelliptik-Blattfedern. Sie wurden in jeweils beiden Versionen auch an die US-Army geliefert. Die Vierzylindermotoren stammten von Continental, Armleder verwendete aber auch Motoren von Hercules und Buda. Diese Modelle wurden nach dem Ende des Ersten Weltkriegs weiter gebaut. 1920 erschien auch eine Sattelschlepper-Zugmaschine. Sechszylindermotoren wurden erst 1927 angeboten, gemeinsam mit der Umstellung von Fahrgestellen aus armiertem Holz auf Preßstahl-Leiterrahmen, die Armleder selber herstellte. Holz war als Material für Nutzfahrzeug-Chassis durchaus üblich; Stahlrahmen waren wegen des hohen Eigengewichts oft sogar von Nachteil.